# Smittia maculipennis
Smittia maculipennis är en tvåvingeart som beskrevs av Maurice Emile Marie Goetghebuer 1936. Smittia maculipennis ingår i släktet Smittia och familjen fjädermyggor.
Artens utbredningsområde är Kenya. Inga underarter finns listade i Catalogue of Life.